# Chryseida
Chryseida is een geslacht van vliesvleugeligen uit de familie Eurytomidae. De wetenschappelijke naam van dit geslacht is voor het eerst geldig gepubliceerd in 1840 door Spinola.

## Soorten
Het geslacht Chryseida omvat de volgende soorten:
- Chryseida aeneiventris Ashmead, 1904
- Chryseida aequalis (Walker, 1862)
- Chryseida aurata Ashmead, 1894
- Chryseida bennetti Burks, 1956
- Chryseida burksi Zerova, 1980
- Chryseida claritarsis Strand, 1911
- Chryseida gramma Burks, 1956
- Chryseida inopinata Brues, 1907
- Chryseida pachymeri Schrottky, 1906
- Chryseida superciliosa Spinola, 1840